# コーキーとともに
『コーキーとともに』（原題: Life Goes On）は、アメリカ合衆国のテレビドラマシリーズ。ABCで1989年から1993年までに93エピソードが放送された。日本ではNHK総合テレビで1991年に第1シーズンのみ放送された。

## 概要
ダウン症候群の患者、コーキーとその一家を描いたテレビドラマ。第2シーズン後半からはコーキーの姉妹であるベッカの生活についても掘り下げられていく。

## 登場人物
コーキー・サッチャー
演:クリス・バーク （日本語吹き替え：関俊彦）
主人公であるダウン症候群患者。なお、演じたクリス・バークも、実際にダウン症候群を抱えており、啓発活動にも努めている。
ベッカ・サッチャー
演:ケリー・マーチン、パメラ・ベルウッド（成人時） （日本語吹き替え：伊藤美紀）
コーキーの姉妹。才能豊かだが、クラスメイトとの関係に悩んでいる。
ドルー・サッチャー
演:ビル・スミトロヴィッチ （日本語吹き替え：石田太郎）
コーキー達の父。
リビー・サッチャー
演:パティ・ルポーン （日本語吹き替え：沢田敏子）
コーキー達の母。
ペイジ・サッチャー
演:モニーク・レニーエ （日本語吹き替え：深見梨加）
コーキー達の姉。
タイラー・ベンチフィールド
演:トミー・プエット （日本語吹き替え：松本保典）
第1シーズンのベッカのボーイフレンドで、コーキーの親友。

## サブタイトル

### 第1シーズン
1. 新しい学校
2. 委員長選挙
3. ベビーシッター
4. 歌より大切なもの
5. ベッカの恋
6. ペイジのデート
7. ママと呼べた日
8. 伝説のオオカミ
9. 証言台に立つ
10. 迷いと苦悩
11. ペイジの獣医さん
12. ぼくのフィアンセ
13. 男の友情
14. 大好きな伯父さん
15. ガールフレンド
16. つっぱりコーキー
17. ベッカの挑戦
18. ブタちゃん騒動
19. すっぱ抜き
20. 永遠のバレリーナ
21. 強い心で
22. 明日へ向かって